# The Witcher (série de jogos eletrônicos)
The Witcher (em polonês: Wiedźmin) é uma série de jogos eletrônicos estabelecida em 2007 pela desenvolvedora polonesa CD Projekt RED que baseia-se na série de contos e romances Wiedźmin, do escritor Andrzej Sapkowski. Os games, apesar de serem considerados adaptações não-canônicas, dão sequência aos acontecimentos dos livros e à saga do bruxo Geralt de Rívia, que agora luta para recuperar sua memória e impedir que o exército de cavaleiros vermelhos conhecido como Caçada Selvagem tome o mundo.

## Decurso
Nos anos de 1996 e 1997, um jogo baseado na série de livros Wiedźmin estava sendo desenvolvido pela Metropolis Software na Polônia, mas foi cancelado. O diretor era Adrian Chmielarz, antigo co-proprietário e diretor de criação da People Can Fly, que originou o termo em inglês "The Witcher", o qual, por sua vez, tornou-se a tradução mundial oficial. Segundo Chmielarz, o jogo seria um 3D de ação e aventura com elementos RPG, como escolhas morais e pontos de experiência.
Em 2007, a desenvolvedora de jogos polonesa CD Projekt RED lançou The Witcher, um RPG que servia de continuação para os livros de Sapkowski. O jogo saiu na Europa no dia 26 de outubro e nos Estados Unidos no dia 30 de outubro para Windows e OS X, sendo muito bem divulgado e, embora tenha sido o primeiro jogo da desenvolvedora, recebeu elogios de críticos tanto na Europa quanto na América do Norte. The Witcher foi publicado na Polônia pela CD Projekt e em todo o mundo pela Atari. A versão de console do game, intitulada The Witcher: Rise of the White Wolf, contendo a mesma história e motor gráfico e sistema de combate diferentes, seria lançada no outono de 2009, mas foi cancelado na primavera.
The Witcher: Crimson Trail (em polonês: Wiedźmin: Krwawy Szlak), também conhecido como The Witcher Mobile, é um jogo de ação para celulares criado pela Breakpoint sob licença da CD Projekt e lançado em novembro de 2007. Ele apresenta um jovem Geralt como um estudante promissor que completou sua formação para se tornar um caçador de monstros (bruxo).
The Witcher: Versus foi um jogo de browser multiplayer de luta baseado em Flash desenvolvido para a CD Projekt RED pela one2tribe e lançado em 2008. No jogo (que foi descontinuado), os jogadores tinham a possibilidade de criar um personagem dentre as três classes disponíveis e desafiavam oponentes em batalha.
The Witcher 2: Assassins of Kings é a continuação do primeiro The Witcher, de 2007, e foi também desenvolvido pela CD Projekt RED. Em 16 de setembro de 2009, um vídeo do game vazou antes dele ser oficialmente anunciado; Dois dias depois do vazamento, a CD Projekt RED confirmou que o jogo estava em desenvolvimento. Assassins of Kings foi publicado na Polônia pela CD Projekt, na Europa pela Namco Bandai Games e na América do Norte novamente pela Atari. O game também foi distribuído digitalmente através da Steam e do sistema de DRM livre GOG, que é propriedade da CD Projekt.
Em 11 de julho de 2012, foi divulgado que os dois jogos principais da série (The Witcher e The Witcher 2: Assassins of Kings) haviam vendido mundialmente um total de quatro milhões de cópias para Windows, Mac e Xbox 360. A partir de 6 de fevereiro de 2013, o número subiu para cinco milhões de cópias. No dia 25 de outubro, as vendas atingiram seis milhões de cópias, com a franquia inteira já tendo vendido mais de oito milhões de cópias. A CD Projekt RED então anunciou The Witcher: Battle Arena, um MOBA free-to-play para dispositivos móveis, no dia 1 de julho de 2014.
A aguardada sequência de The Witcher 2: Assassins of Kings, The Witcher 3: Wild Hunt, foi lançada no dia 19 de maio 2015, sendo amplamente aclamada pela crítica e vencendo, no dia 3 de dezembro do mesmo ano, o grande prêmio de melhor jogo na cerimônia de honrarias The Game Awards.
A 28 de maio de 2020, a CD Projekt Red anunciou que a série vendeu na sua totalidade, mais de 50 milhões de unidades.
Em apresentação aos investidores na data de 26 de novembro de 2024, o diretor Sebastian Kalemba confirmou que The Witcher 4 está em fase de produção avançada, sendo o foco principal da equipe de desenvolvedores do estúdio.

## Jogos e expansões
| Título                                     | Ano de lançamento | Plataformas                       | Tipo     |
| ------------------------------------------ | ----------------- | --------------------------------- | -------- |
| The Witcher                                | 2007              | Windows, OS X                     | Jogo     |
| The Witcher: Crimson Trail                 | 2007              | Celulares                         | Jogo     |
| The Witcher: Versus                        | 2008              | Android, iOS, OS X, Navegador web | Jogo     |
| The Witcher 2: Assassins of Kings          | 2011              | Windows, Xbox 360, OS X, Linux    | Jogo     |
| The Witcher Adventure Game                 | 2014              | Windows, Android, iOS, OS X       | Jogo     |
| The Witcher: Battle Arena                  | 2015              | Android, iOS                      | Jogo     |
| The Witcher 3: Wild Hunt                   | 2015              | Windows, Xbox One, PlayStation 4  | Jogo     |
| The Witcher 3: Wild Hunt – Hearts of Stone | 2015              | Windows, Xbox One, PlayStation 4  | Expansão |
| The Witcher 3: Wild Hunt – Blood and Wine  | 2016              | Windows, Xbox One, PlayStation 4  | Expansão |
| Gwent: The Witcher Card Game               | 2018              | Windows, Xbox One, PlayStation 4  | Jogo     |
| Thronebreaker: The Witcher Tales           | 2018              | Windows, Xbox One, PlayStation 4  | Jogo     |